# Chikane (samfund)
 For alternative betydninger, se Chikane. (Se også artikler, som begynder med Chikane)
Chikane også kaldet mobning og psykisk vold, defineres som regelmæssig ondskabsfuldt drilleri og forfølgelse af personer og andre, med det formål at diskriminere, ydmyge, svække eller true den chikanerede part.
Chikanering kan eksempelvis give sig udtryk i sex-, politisk-, religiøs-, etnisk-chikane samt provokerende kørsel i trafikken.